# Darwinia capitellata
Darwinia capitellata là một loài thực vật có hoa trong Họ Đào kim nương. Loài này được Rye mô tả khoa học đầu tiên năm 1983.